# Lola's Food
Lola's Food es el nombre del primer extended play del cantante de reguetón Ñejo. Fue publicado el 9 de agosto de 2019 bajo su propio sello La Fama Allstars y distribuido por GLAD Empire. Cuenta con las colaboraciones de Miky Woodz, Jamby El Favo, Lito Kirino, Gigolo y La Exce.

## Antecedentes
Luego de la buena recepción comercial del álbum Yo soy la fama, en 2015, el cantante anunció un nuevo proyecto llamado La Fama Allstars, donde se daría mayor protagonista a los cantantes de esta compañía, aunque no se sabía si esto sería un álbum del cantante, dicho proyecto se postergó durante mucho tiempo y fanáticos del cantante se lo hicieron saber, por lo que el cantante optó por lanzar un EP como una antesala al esperado disco.

## Contenido
Las letras y sonidos del disco se clasifican por ser característicos del estilo musical del cantante, como en la canción inicial del EP, donde el exponente hace una crítica a los artistas y su necesidad de aprobación, seguida de la segunda canción, las cuales serían sus únicas dos canciones en solitario dentro del EP.
En cuanto a sonidos, el disco así como ofrece una cantidad de colaboraciones con otros artistas, ofrece distintos tipos de sonidos como una canción de estilo romántica pero bailable, así como una canción donde el beat urbano se fusiona con el trap y varios tributos, uno de ellos, a un clásico salsero.

## Lista de canciones
- Adaptados desde TIDAL.[9]

| N.º   | Título                                | Productor(es)                | Duración |  |
| 1.    | «Rapeton Approved? (Intro)»           | Yoyo                         | 1:22     |  |
| 2.    | «Sexy bonita»                         | Elektrik                     | 2:45     |  |
| 3.    | «Cuando vire» (con Lito Kirino)       | Elektrik                     | 4:10     |  |
| 4.    | «Hasta cuando» (con Gigolo & La Exce) | EQ, Elektrik, The Boy Santeh | 3:36     |  |
| 5.    | «El día que muera» (con Miky Woodz)   | Elektrik, DJ Wassie          | 4:18     |  |
| 6.    | «Cuando me vaya» (con Jamby El Favo)  | Aron J, Freedom              | 3:44     |  |
| 7.    | «El ratón» (con Jamby El Favo)        | Elektrik                     | 2:36     |  |
| 22:31 |                                       |                              |          |  |